# Libuše Stratilová
Libuše Stratilová (8. prosince 1933, Olomouc – 17. června 2001, Praha) byla česká akademická malířka a grafička.

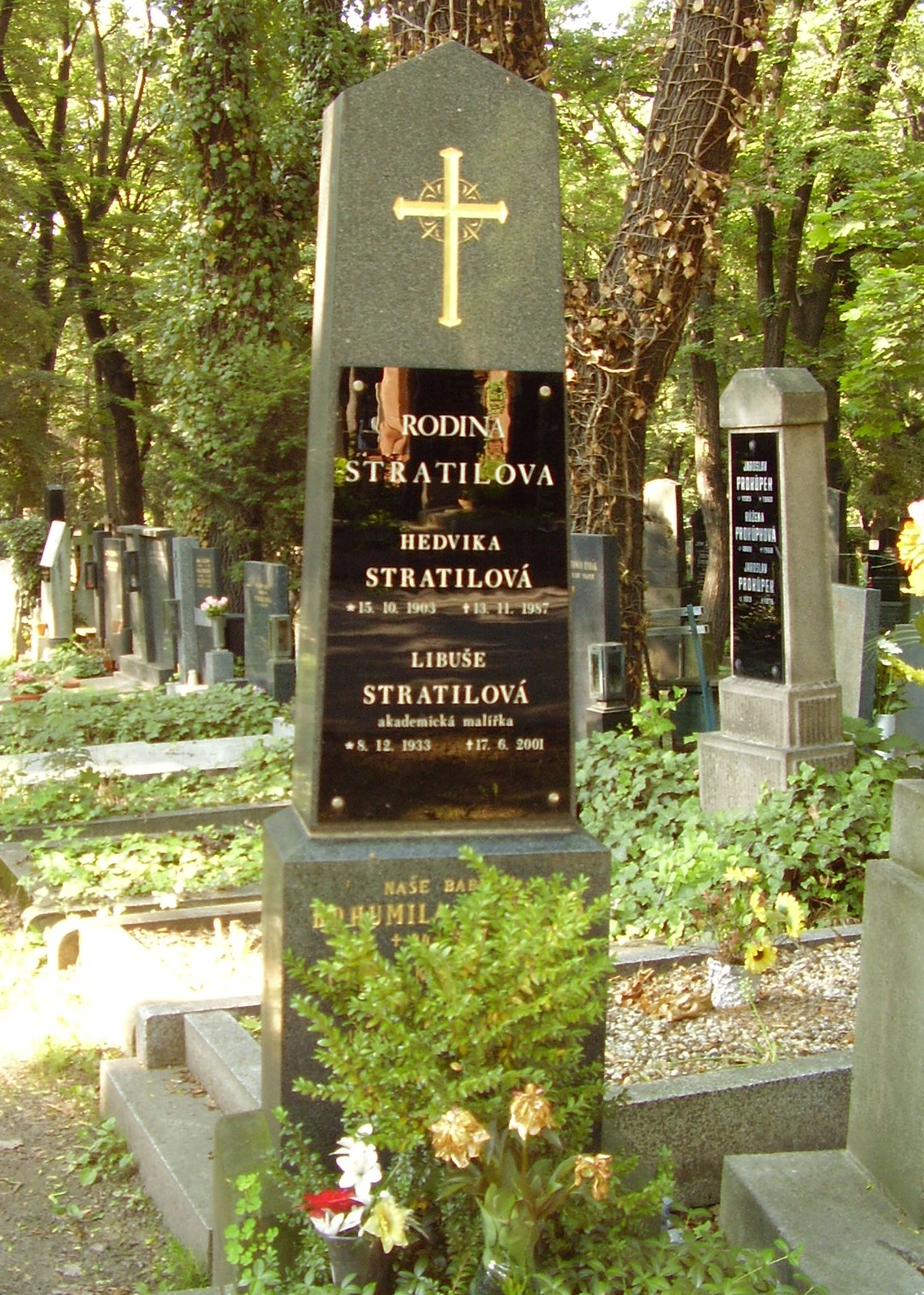
Hrob Libuše Stratilové na Olšanských hřbitovech, stav v roce 2006.

## Život
Stratilová studovala na Vysoké škole uměleckoprůmyslové v Praze u profesora Karla Svolinského. Od roku 1961 pracovala jako profesorka na SOŠV (nyní Výtvarná škola Václava Hollara v Praze).
Byla členkou Sdružení českých umělců grafiků HOLLAR. Její práce se vyvíjela přes expresivní realismus a lyrickou abstrakci ke spirituální imaginaci. Vedle tiskovin také produkovala knižní ilustrace a architektonická ztvárnění. Kromě různých grafických technik a malbě se ve své práci věnovala převážně litografii a linorytu. Dvě z jejích prací jsou ve sbírce Národní galerie umění ve Washingtonu. Uspořádala 12 samostatných výstav a zúčastnila se na 23 kolektivních výstavách ve Velké Británii, Polsku a Holandsku. Je také zastoupena ve veřejných sbírkách - Galerie grafiky v Olomouci, Galerie Dr. Zavřela v Nizozemí a v Národní galerii ve Washingtonu (anglicky National Gallery of Art)